# Jorge Lasset dos Santos
Jorge Lasset dos Santos Costa (5 augustus 1987) is een Santomees voetballer, die voor Sporting Clube Praia Cruz speelt. Hij kwam voor het Santomees voetbalelftal uit in de voorrondes van de African Cup of Nations 2013.